# Манагаз
Манагаз (баш. Мәнәгәз) — деревня в Татышлинском районе Республики Башкортостан Российской Федерации. Входит в состав Кальмияровского сельсовета.

## География

### Географическое положение
Расстояние до:
- районного центра (Верхние Татышлы): 22 км,
- центра сельсовета (Старокальмиярово): 12 км,
- ближайшей ж/д станции (Куеда): 42 км.

## Население
| 2002 | 2009 | 2010 |
| ---- | ---- | ---- |
| 31   | ↗41  | ↗44  |

Национальный состав
Согласно переписи 2002 года, преобладающая национальность — башкиры (84 %).

## Религия
В деревне есть мечеть.